# Riccardia sprucei
Riccardia sprucei là một loài rêu trong họ Aneuraceae. Loài này được Stephani Meenks & C. De Jong mô tả khoa học đầu tiên năm 1985.